# Bulgária turizmusa

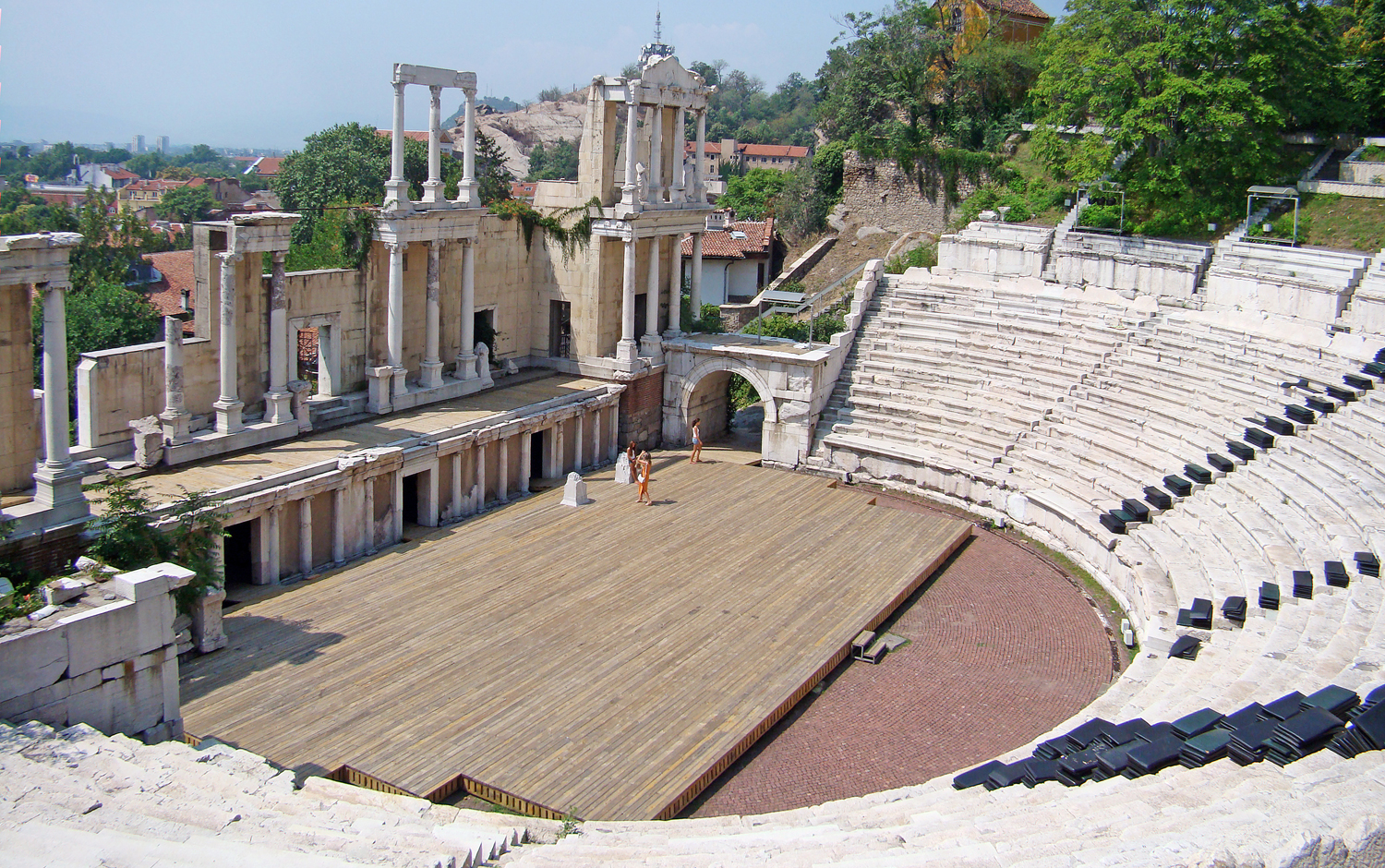
Plovdiv

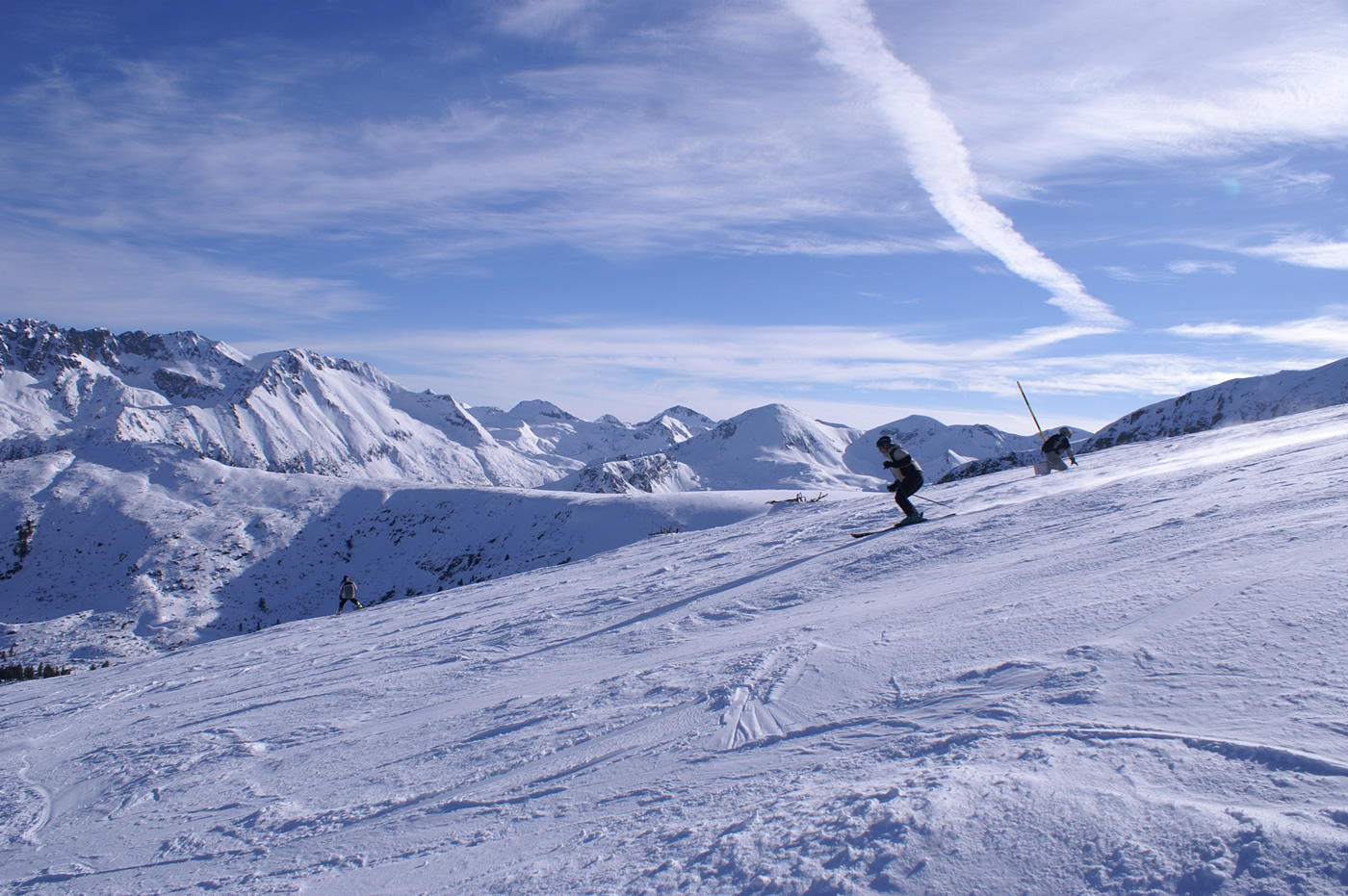
Bansko

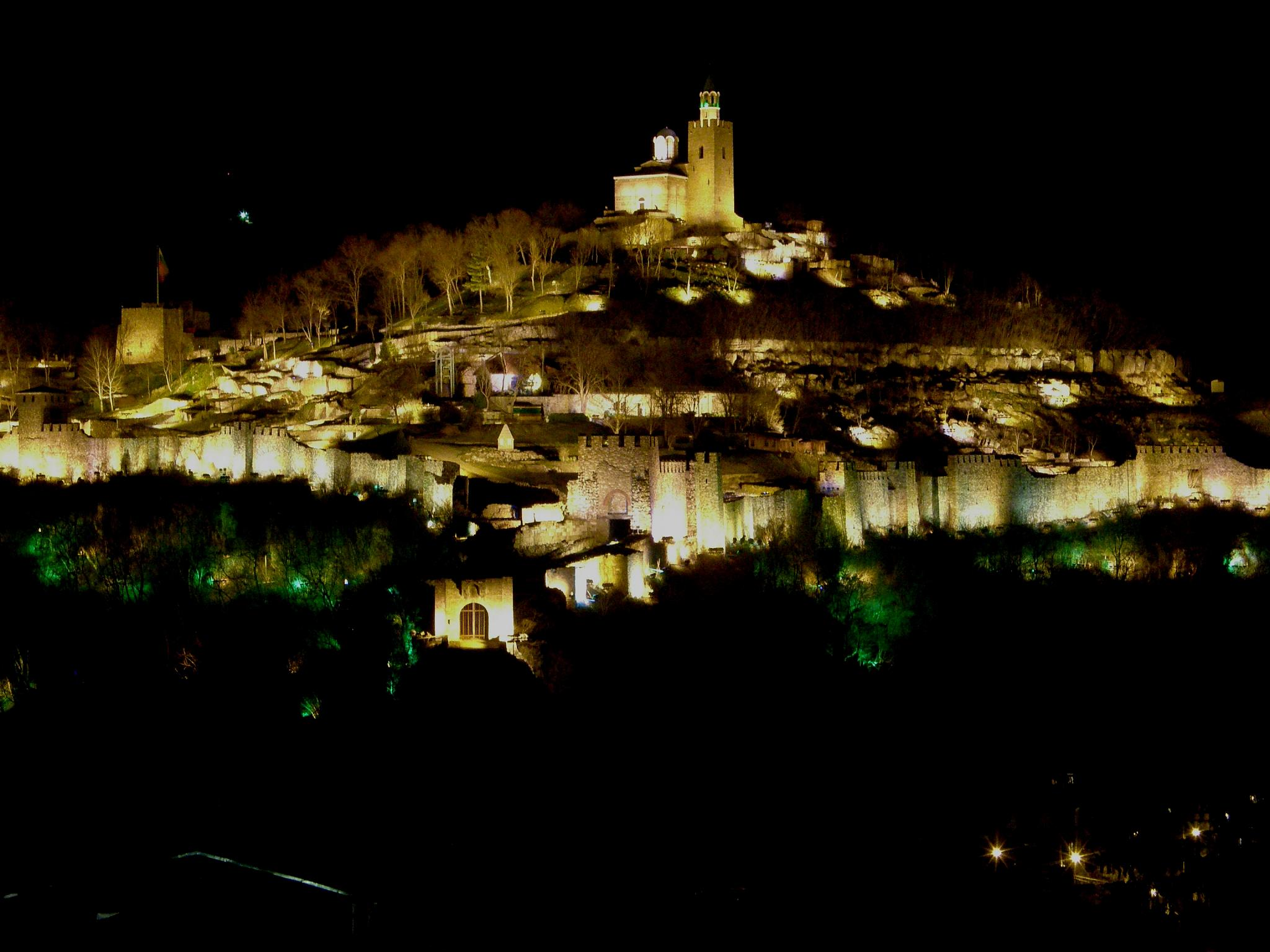
Tsarevets (Zarewez) in Veliko Tarnovo

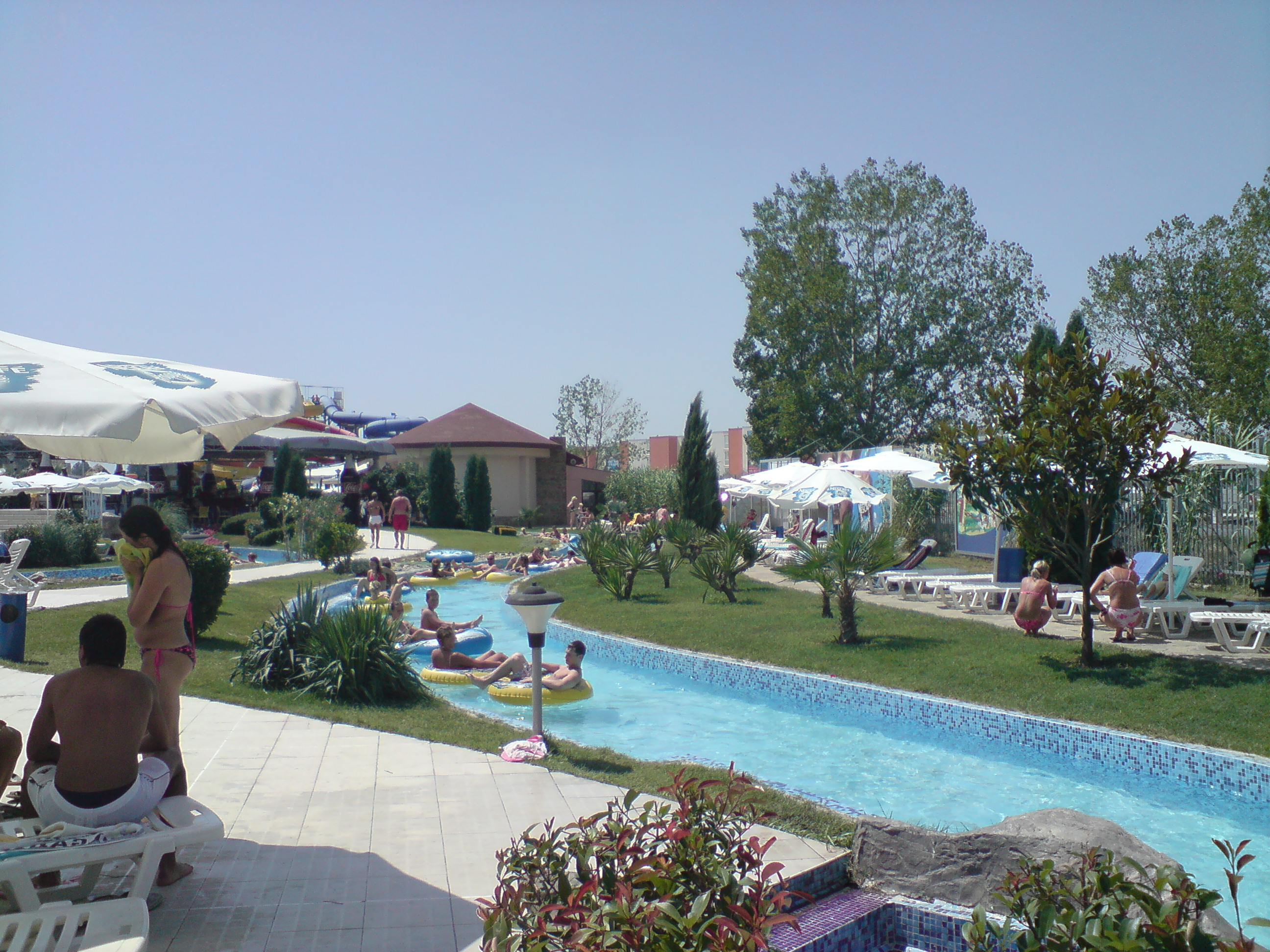
Sunny Beach

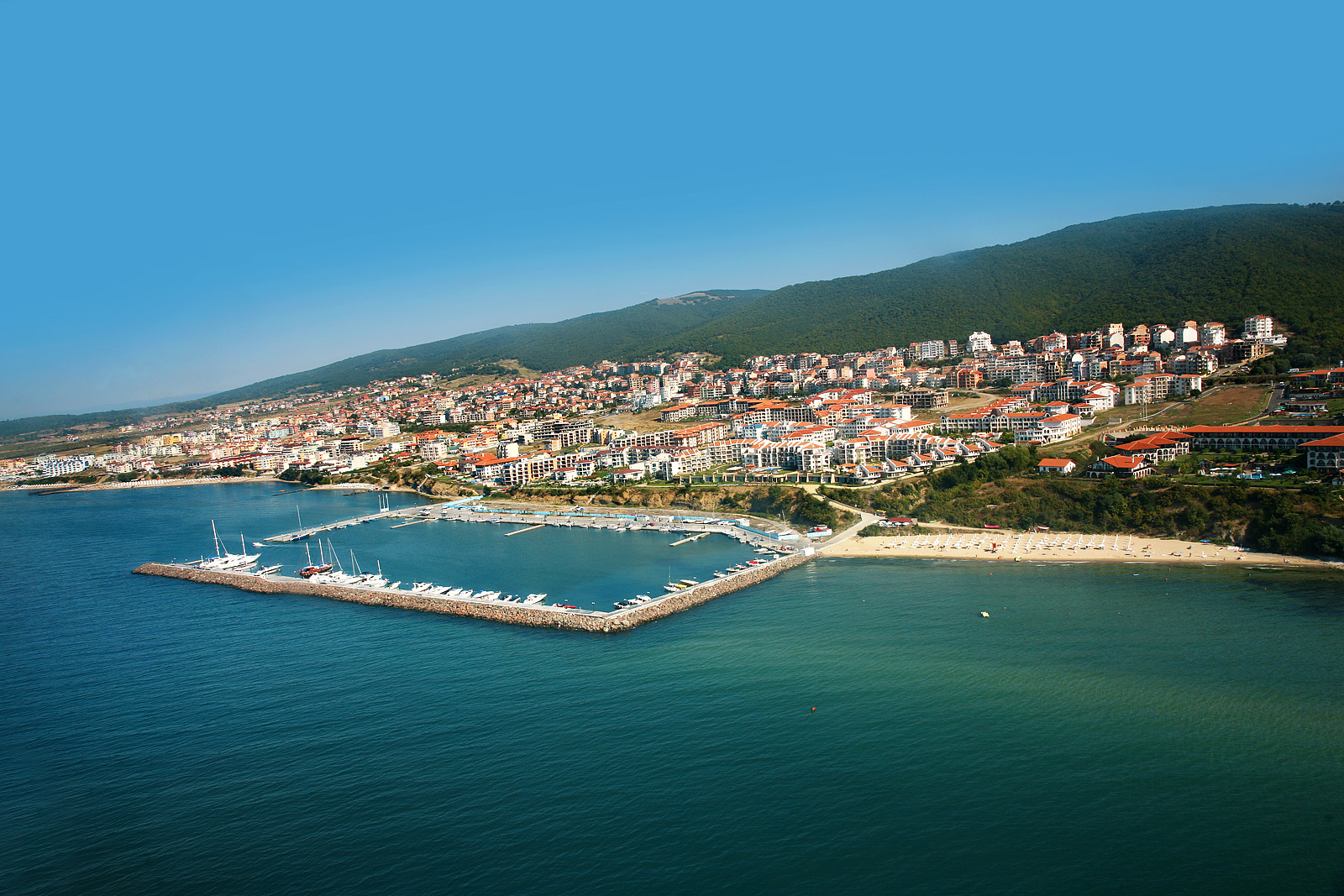
Sveti Vlas

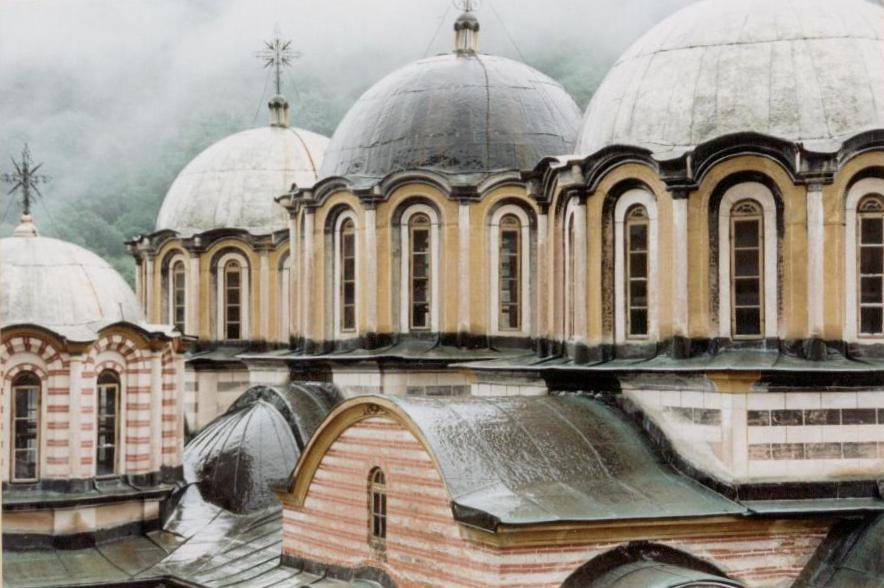
A rilai kolostor

Bulgária a szocializmus idején a szovjetbarát országok lakosainak a legkedvezőbben elérhető tengerparti üdülést jelentette. Népszerű volt a nyugatnémet turisták körében (Magyarországgal együtt) kedvező árfekvése miatt illetve lehetőséget jelentett számukra a keletnémet rokonaikkal való találkozásra is. A nagy kereslet ellenére alacsony kínálat jellemezte az ország turizmusát. A rendszerváltás után egy évtizedre erős visszaesés történt az idegenforgalomban. Ennek okai a fejletlen infrastruktúra, a közbiztonság hiánya és az előbb említett motiváltság megszűnése lehettek.
Az ország 2007. január elsején csatlakozott az Európai Unióhoz, s ez nagyobb lökést adott az utóbbi években megindult turizmus fejlesztésnek is. Bulgária igyekszik a szocialista sztereotípiáktól megszabadulni. Jelenlegi jelmondata a kellemes csalódások országa utalva a változtatásokra, a nagy erőfeszítésekre. Például: Szófia jelentkezése a téli olimpiai játékokra.
Az ország adottságai kedvezőek a turizmus számára. Ennek ellenére jelenleg még kis szerepet játszik Európa turizmusában. A turistaérkezések és a vendégéjszakák listáján 2004-ben a 21. helyen szerepelt. A belföldi turizmus is szerény mértékű.

## Turisztikai célterületek utazási motiváció szerint

### A főváros
Szófia: Banya Basi dzsámi- Hadshi Mimar Sinan építette, központi fürdő- neobizánci építmény, zsinagóga- Friedrich Grünanger építette, CUM- bevásárlóközpont, Svetka Petka Szamardzsijszka- templom, Szent György templom, Szent Vasárnap templom, Boulevard Vitosa- bevásárló utca, Régészeti Múzeum, Nemzeti Galéria, Etnográfiai Múzeum, Ivan Vazov Színház, Szent Miklós templom, Alexander Nyevszki Katedrális- neobizánci stílusban épült, Szent Zsófia templom, Bolgár Képzőművészek Szövetségének Galériája, Cirill és Method emlékmű, Vaszil Levszki emlékmű

### Üdülőturizmus - A bolgár tengerpart

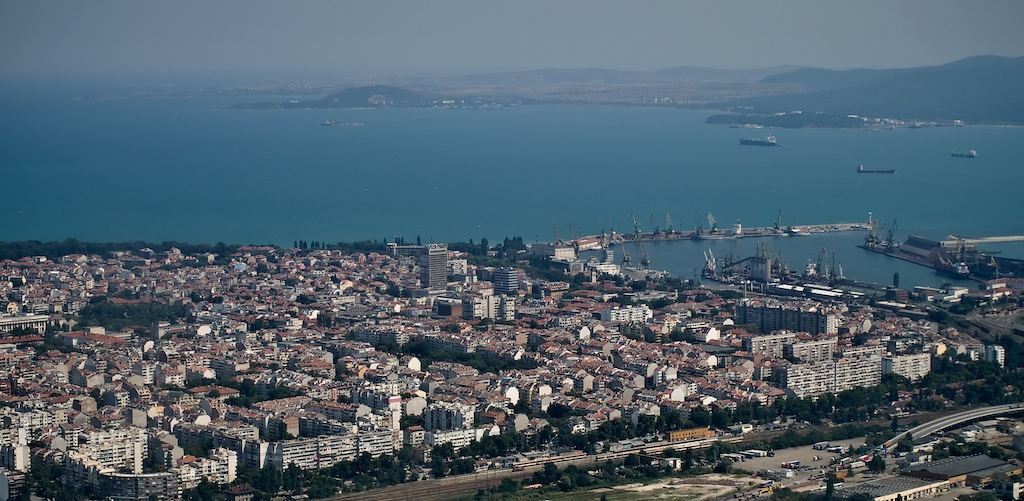
Burgasz - repülőről, leszállás előtt

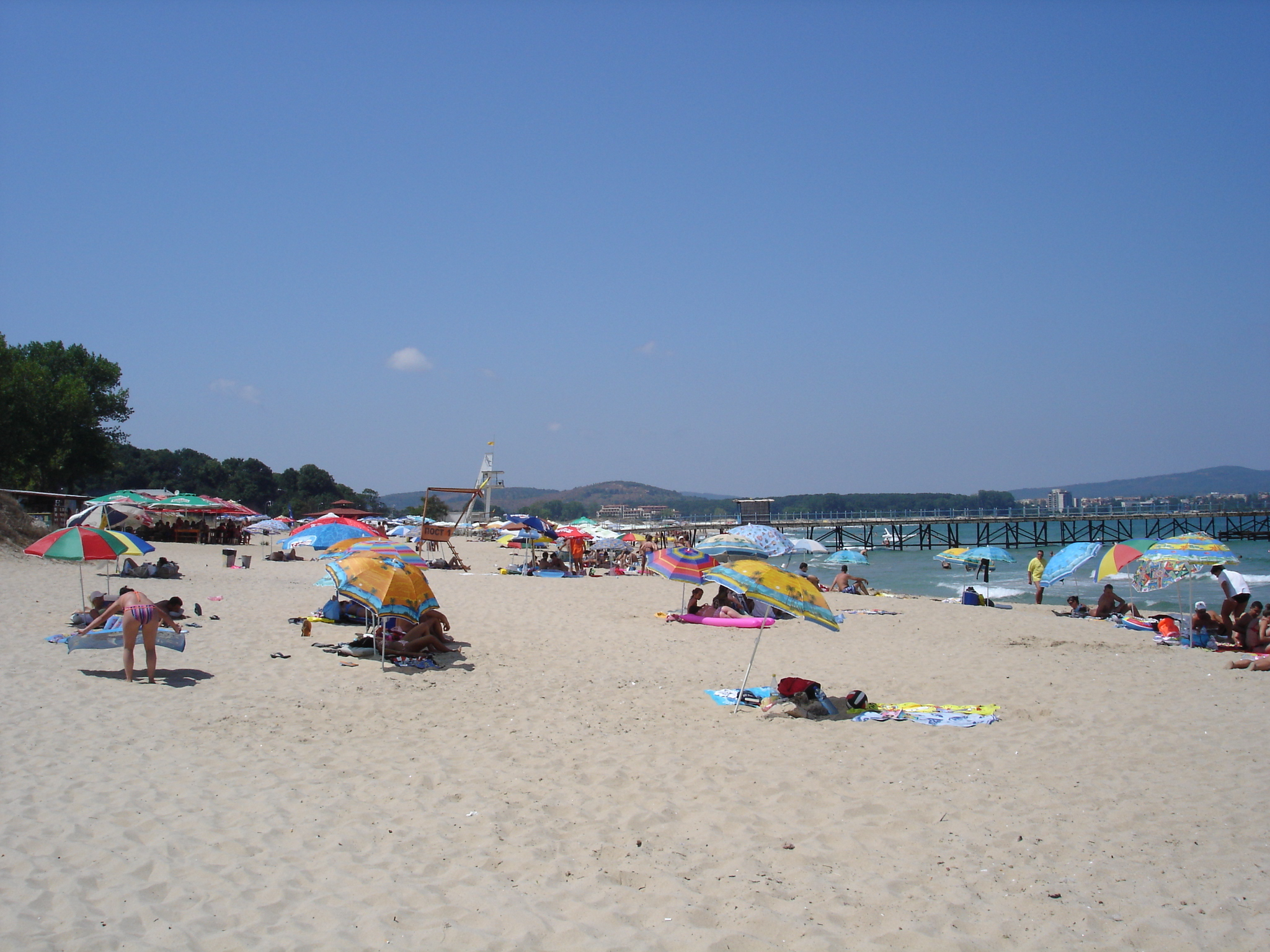
Primorszko homokos tengerpartja

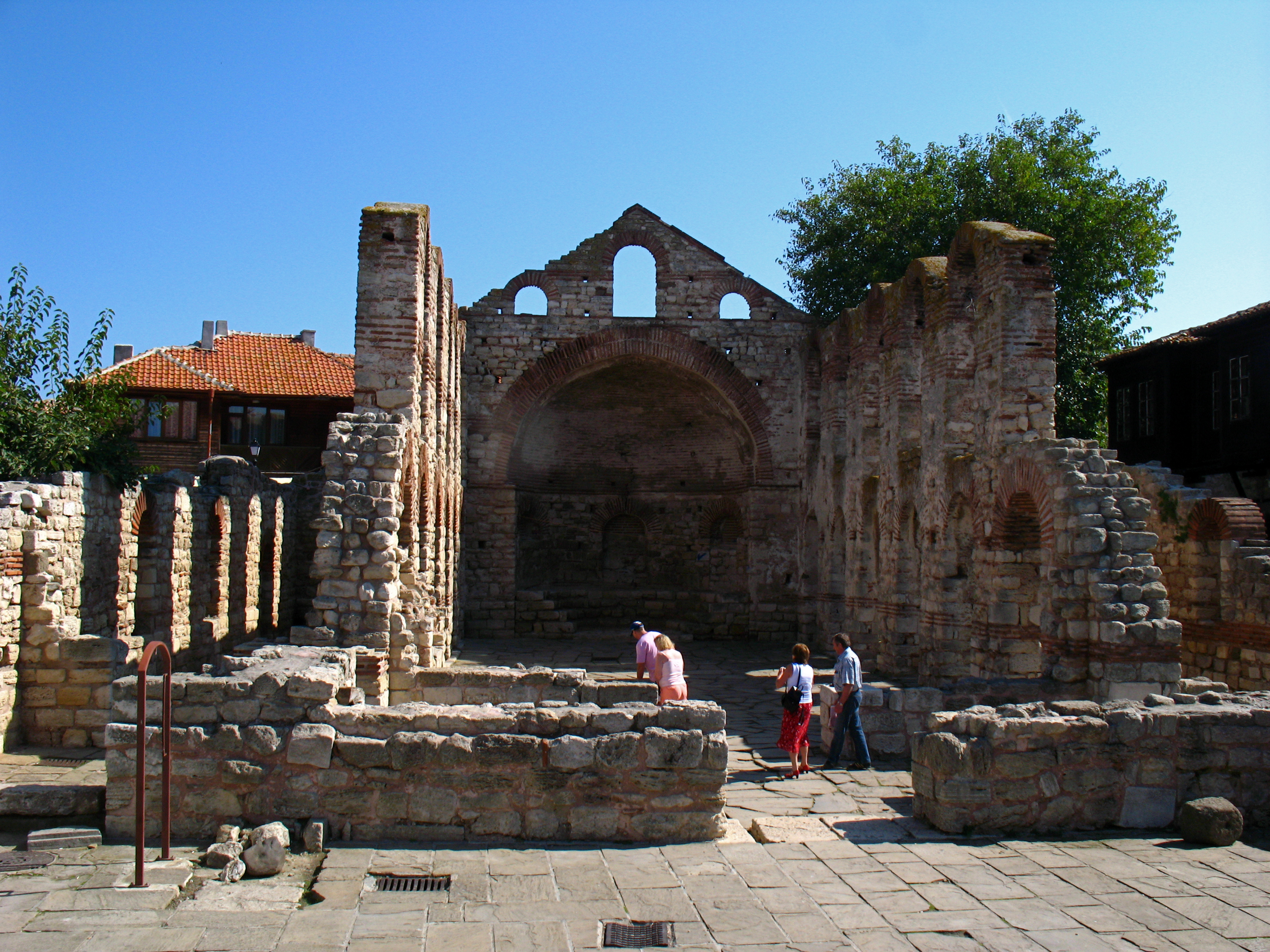
Szent Szófia-templom, Neszebár

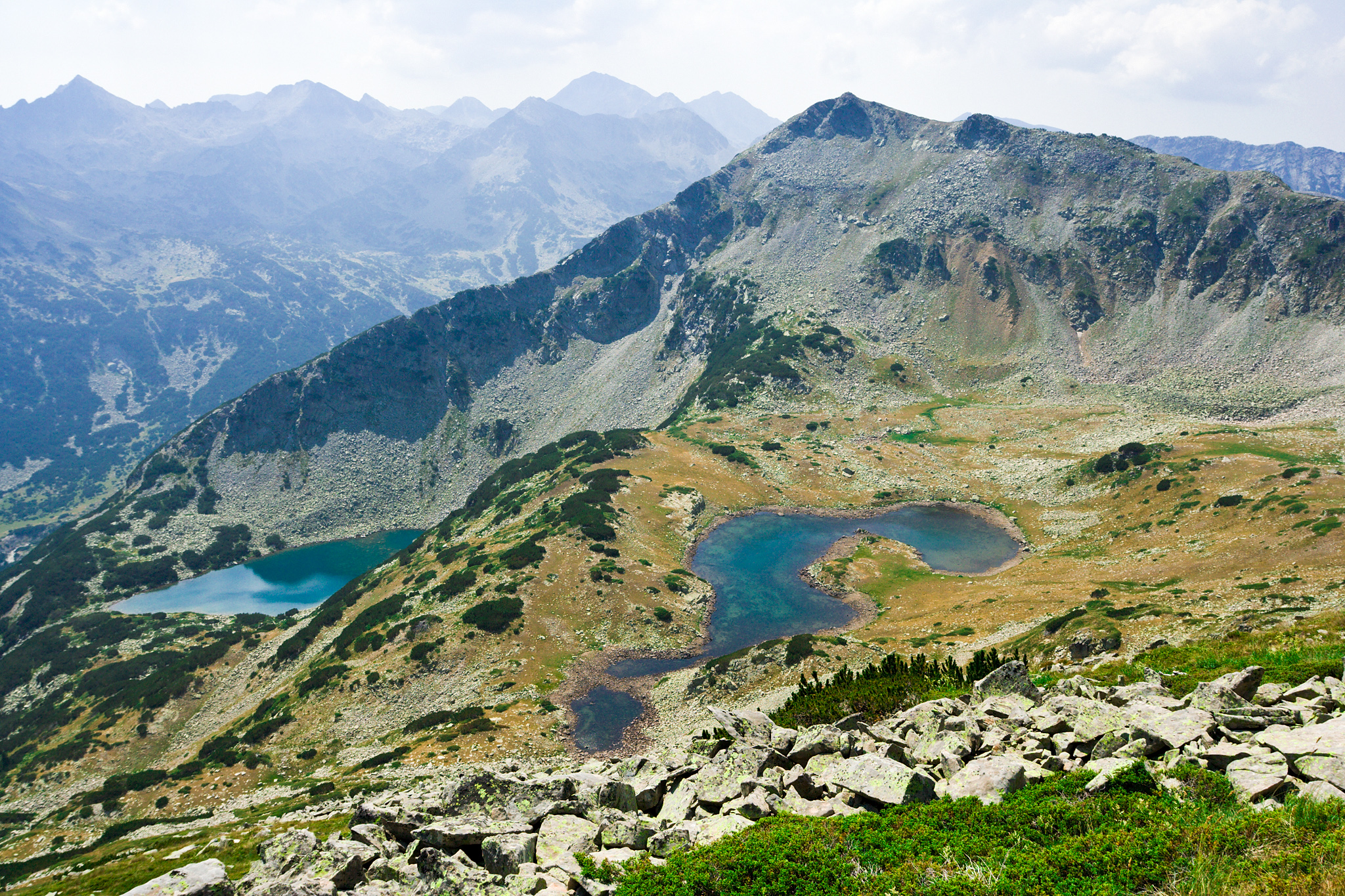
Pirin Nemzeti Park

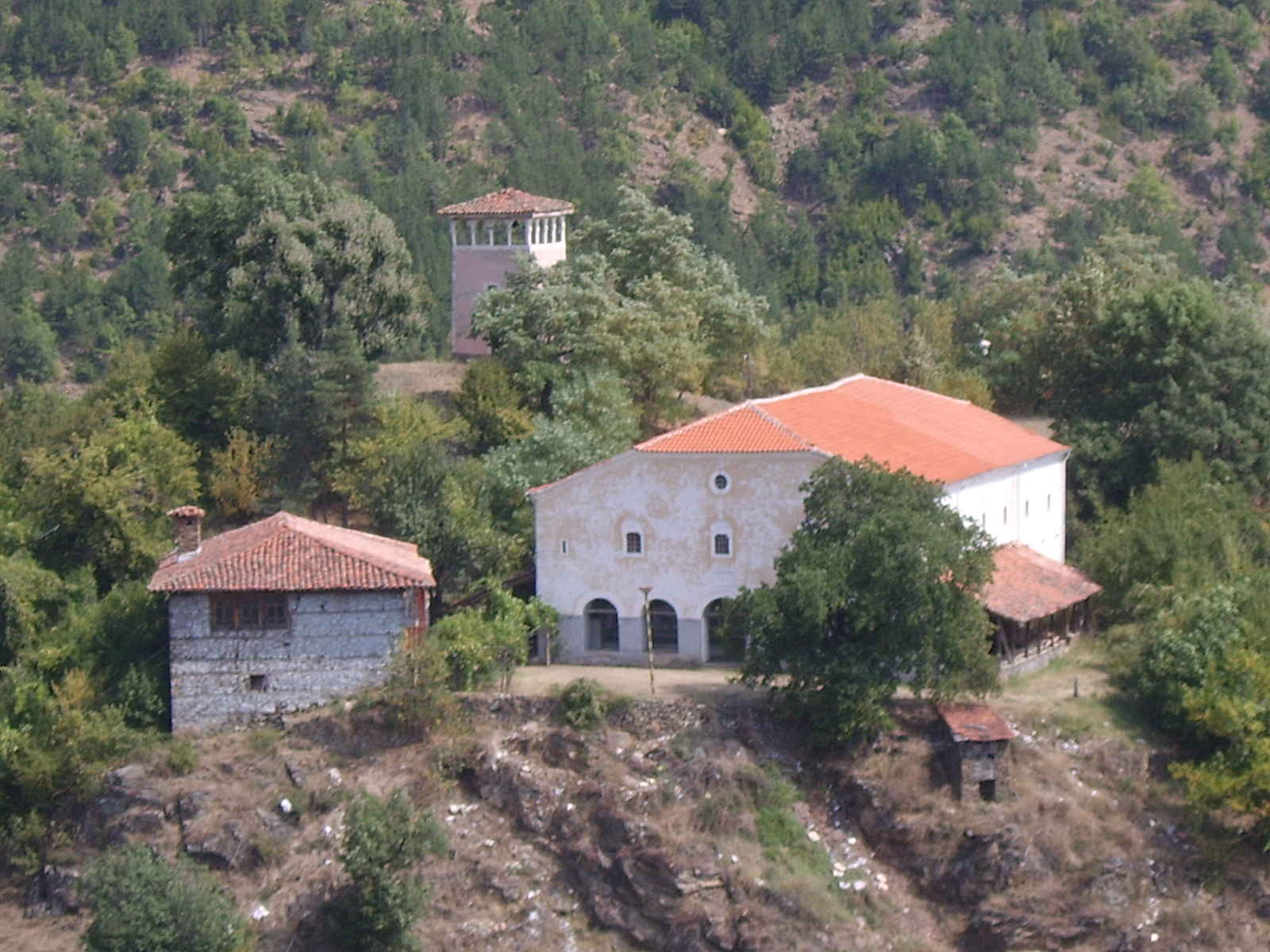
Hegyi Kolostor Bulgáriában

A Fekete-tenger homokos tengerpartja kiválóan alkalmas üdülésre. A partvidék legnagyobb központjai: Várna és Burgasz, amelyek nemzetközi repülőtérrel is rendelkeznek.
Néhány ismert és kedvelt üdülőhely:
Burgaszi part - Délen:
- Napospart (Слънчев бряг ejtsd Szlncsev brjág vagy nemzetközileg ismert angol nevén Sunny Beach Resorts, röv. Sunny Beach), a legnagyobb nyaralóhely Burgasztól kb. 40 km-re északra. Tengerpartja 6 km hosszú, 150 m széles, lassan mélyülő, homokos. Északi részén található az Aquapark víziparadicsom.
- Neszebár (Несебър) - Napospart déli részének szinte folytatása, attól mintegy 1 km-re fekszik, óvárosa egy a tengerbe benyúló földnyelven húzódik, több mint 40 középkori templomával a világörökség része.
- Pomorje (Поморие) - Burgasztól 20 km-re, Naposparttól 18 km-re elhelyezkedő üdülőhely a Pomorjei-öbölben, amely egy földnyelven fekszik. Partja sekély és homokos, kb. 7 km hosszú.
- Szozopol (Созопол) - Népszerű a nyaralók és a kirándulók körében is a történelmi óvárossal rendelkező település Burgasztól kb. 30 km-re dél felé.
- Primorszko (Приморско) - Kisebb nyaralóhely Burgasztól mintegy 50 km-re délre, üdülőcentrumának partja sekély, homokos, közel 2 km hosszan nyúlik el.

Várnai part - Északon:
- Várna:Cirill és Method tér, Mária Mennybemenetele katedrális, Óratorony, Opera, Római fürdő, Aquárium, Természeti Múzeum, Haditengerészeti Múzeum, Régészeti Múzeum, Várnai csata emlékparkja - I. Ulászló királyunk az egyik tömegsírban nyugszik, Hunyadi János szobra.
- Aranyhomok (Златни пясъци ejtsd Zlátni pjászci vagy nemzetközileg ismert angol nevén Golden Sands Resorts, röv.Golden Sands) - A part kiépítése 1956-ban kezdődött meg. Várnától kb. 20 km-re helyezkedik el, ma már felújított szálláshelyek, tengerparti sétány, szórakozási és pihenési lehetőségek sokasága nyújtja a turisztikai kínálatot. 2003 óta működik csúszdaparadicsoma, az Aquapolis.
- Szveti Konsztantin és Elena (Св. св. Константин и Елена) - 1993 óta ismert ezen a néven (korábban Druzsba), a kormányzati üdülők is itt épültek fel, ez volt az ország első nemzetközi üdülőterülete. Várna központjától kb. 8–10 km-re, Aranyhomoktól szintén 8 km-re délre található kisebb nyaralóhely.
- Albena (Албена) - Várnától 35 km-re fekszik a bolgár part igényes és kedvelt turistaközpontja. Partja igen vonzó, 150 m széles és 6 km hosszú.

### A magashegységi turizmus
A természeti vonzerőkön alapuló magashegységi turizmus szinte minden évszakban kikapcsolódást nyújt. Lehetőségek: síelés, túrázás, extrém sportok.
A legnépszerűbb bolgár hegyi üdülőhelyek: Borovec, Pamporovo, Banszko.
Turisztikai célpontok:
- Pirin-hegység (Banszko síközponttal),
- Rila-hegység (Borovec síközponttal),
- Rodope-hegység (Pamporovo síközponttal),
- Balkán-hegység,
- Vitosa-hegység.

### Kulturális turizmus
Jelentős a kultúrtörténeti emlékekre épülő kultúrturizmusa is. E célpontok többsége az UNESCO védelme alatt álló világörökségi színhelyek. Ezek:
- A madarai lovas,
- Bojana-templom (Szófiában),
- Ivanovói sziklatemplomok,
- Kazanlaki trák sírkamra,
- Neszebár,
- Pirin Nemzeti Park,
- Rilai kolostor,
- Szrebarna bioszféra-rezervátum,
- Szvesztari trák síremléke.

### Gyógyturizmus
A harmadidőszaki törésvonalakhoz kapcsolódik a gyógyturizmusa.
Főbb gyógyfürdői:
- Bankja (Ljuljin-hegység) - balneológiai gyógyhely, egészséges klímájáról is ismert, 17 km-re fekszik Szófiától nyugatra, a Ljuljin-hegységben, vízét reumatikus és érrendszeri illetve idegrendszeri problémák kezelésére használják.
- Dolna Banja, (Rila-hegység)
- Sapareva Banja, (Pirin-hegység)
- Szandanszki, (Rodope-hegység)
- Devin (Rodope-hegység),
- Pavel Banja a Tundzsa völgyében.

## Kerékpáros turizmus

### EuroVelo 6
Az EuroVelo nemzetközi kerékpárhálózat hatodik vonala, az Atlantic – Black Sea a franciaországi Nantesből indul, az Atlanti-óceán közeléből. Innen Svájcon keresztül halad Németországba. Miután találkozik a Dunával,  a Duna menti kerékpárúton halad. Az osztrák főváros, Bécs után egy rövid szakasz következik Szlovákiában, Pozsonyon át. Magyarország, és a magyar főváros után az útvonal a Fekete-tenger felé veszi az irányt. Bulgáriába az útvonal Romániából érkezik, majd vissza is megy oda, és Konstancában végződik. Az EV6 bolgár szakaszai kivitelezettek.

### EuroVelo 13
Az Iron Curtain Trail az EuroVelo nemzetközi kerékpárhálózat tizenharmadik, egyben leghosszabb vonala. 10 400 kilométer hosszú, és 20 országot érint. Nevéhez híven egészen Norvégiából, északról délre szeli át Európát, végig a vasfüggönyt követi. Bulgáriába Szerbiából érkezik, majd többször elhagyja az országot és visszatér, hogy érintse Macedóniát és Görögországot. Ezek a bolgár szakaszok még nem kivitelezettek. Végül Törökországban végződik.

## Oltások
Javasolt oltások Bulgáriába utazóknak:
- Hastífusz
- Hepatitis A (közepes a fertőzésveszély)
- Hepatitis B (közepes a fertőzésveszély)